# اللخم
اللخم هو نوع من أنواع السمك المجفف وهو لحم سمك القرش، يشتهر بين سكان اليمن في حضرموت تحديداً.

## طريقة التحضير
يجفف السمك بوضع الملح عليه ووضعه تحت أشعة الشمس بعيدا عن القوارض ويترك لمدة شهر.

## طبخاته
- كبسة اللخم
- محشي اللخم
- إيدام اللخم
- مقلقل اللخم
- برست لخم
- شاورما اللخم
- كباب اللخم
- فتة اللخم
- شوربة اللخم
- مطبق اللخم
- شكشوكة اللخم
- صانة اللخم